# موسيقى مصرية
الموسيقى المصرية جزء لا يتجزأ من الثقافة المصرية منذ العصور القديمة. أعطى المصريون القدماء الفضل للإله تحوت في اختراع الموسيقى، التي يستخدمها أوزيريس بدوره كجزء من جهوده الرامية إلى تحضر العالم.
استخدم المصرين القدماء من الموسيقيين العديد من الآلات الموسيقية من آلات وترية مثل الجنك والقيثارة، أدوات نفخ مثل الناي والمزمار والأرغول، والإيقاع بكافة أنواعه والمصفقات النحاسية والعاجية، وقد شكلت فرق كاملة للموسيقيين أو الراقصين شاركت في الحفلات والأعياد بآلاتها وملابسها المميزة. وكان الرقص المصري القديم رقيقاً منسقاً وذو تعبير مع اختلاف أنواع الرقص طبقاً للمناسبات المختلفة. كثيرا ما استخدمت موسيقى الرقص الصنج النحاسي، القيثارات، المزامير، والكلارينت، الصكوك والاعواد. وكان السلم الموسيقى يتكون من خمسة أصوات.

## الموسيقى في العهد المصري القديم

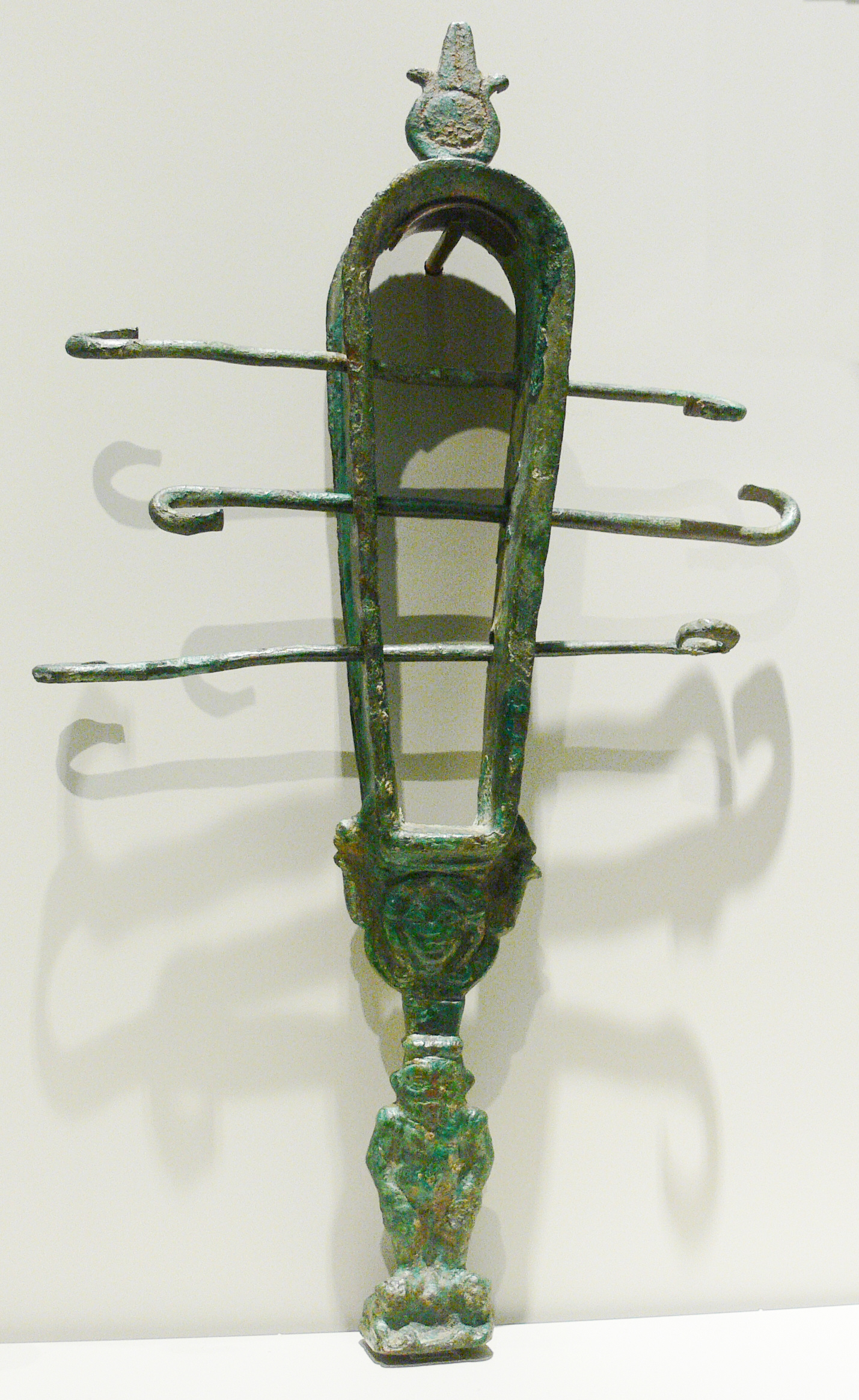
شخاشيخ مصرية قديمة كانت تستعمل في المعابد (متحف برلين)

الحضارة المصرية القديمة كلها ألغاز، والموسيقى لغز من ألغازها، أما موسيقى الكنيسة القبطية فهي بوابتنا الوحيدة لمعرفة موسيقى مصر القديمة، فشامبليون لم يستطع تأويل لغة مصر القديمة إلا بعد دراسته اللغة القبطية، حينما ثبت له أن الأقباط هم السلالات الممتدة لشعب مصر القديم.
وقد اقتصرت الكنائس القبطية بمصر على تلاوة التراتيل والألحان الدينية التي كانت سائدة في المعابد المصرية القديمة وظلت ترتل باللغة القبطية، ولذلك احتفظت الكنيسة القبطية بالكثير من تراث أجدادها وخاصة الألحان المصرية القديمة وحفظتها من الزوال، وظلت الموسيقى القبطية تحتوى على حركة واحدة ويستمر الغناء عليها لمدة عشر دقائق تقريبا ويكون الترنم بكلمة واحدة هي «هللويا» ولذلك يأتي القداس طويلاً جداً مع وقوف الحاضرين طيلة الوقت في الكنائس، وهذه التراتيل تؤلف نغمه فيما بينها كما توجد في غناء الكنائس القبطية عشرة أنغام أو مقامات مختلفة ظهرت في قالبها النهائى في النصف الثاني من القرن الخامس الميلادي ولم تتطرأ عليها تغييرات كبيرة خلال القرون التي لحقتها حتى بعد دخول الإسلام مصر، حيث كان المسلمون يتعجبون من روعة هذه الموسيقي التي يرتلها المصريين في كنائسهم وهي تلك التي كان يرتلها اجدادهم في المعابد القديمة.
لما انتشرت المسيحية في البلدان المختلفة، وتكونت كنائسها، نشأ معها في كل قطر «فن موسيقى كنسى» تمشى مع النزعة الفنية الموسيقية لكل شعب، وشكّل كل شعب موسيقاه، بما يتفق مع ذوقه.
فقد اقتبست ألحان لعبادتها الجديدة من الأنغام المصرية القديمة فقد بقيت في موسيقاهم الكثير من الألحان والأناشيد التي كان الكهان القدامى خلال عصر الآسرات المصرية القديمة والعصرين اليونانى والرومانى يرتلونها على الحركات السبع (أي المستخدمين للسلم السباعى الموسيقى)، وهذا يوضح لنا كيف انبثقت الموسيقى الكنسية المصرية الفن الموسيقى المصري، وليس أدل على ذلك من أن بعض الألحان الشائعة إلى الآن في الكنيسة المصرية تحمل أسماء بلاد ٌد اندثرت ولم يعد لها وجود بعد منذ أمد بعيد، وعلى سبيل المثال لا الحصر «اللحن السنجارى»، نسبة إلى بلدة «سنجار» التي تقع شمالي محافظة الغربية، وعرفت منذ أيام رمسيس الثاني وكانت تحوطها الأديرة في العصر القبطى، وكذلك اللحن «الأتريبى» نسبة إلى بلدة «اتريب» القديمة (بلدة في صعيد مصر بالقرب من موقع الديرين الأبيض والأحمر – أخميم – سوهاج الحالية.
والكنيسة القبطية من أغنى كنائس العالم – إن لم تكن أغناها – في فنها الموسيقى، ولكن الحقيقة التاريخية التي لاتدع مجالاَ للجدل هي أصالة الألحان والآلات الموسيقية القبطية التي تعود أصولها إلى العصر المبكر من عصر الآسرات المصرية القديمة، فهى الأقدم والأعرق بين كنائس العالم المسيحي المختلفة.
و الأصالة في الموسيقى القبطية جاءت نتيجة تناقلها من جيل لآخر دون أن تضيع، فقد وصلتنا كاملة منذ القرن الخامس الميلادي، لا تشوبها شبهة اختلاط بالموسيقى البيزنطية أو اللاتينية، فارسية، أو غير ذلك من أنواع الموسيقى المعروفة شرقية كانت أم غربية.
الموسيقي المصرية وشفاء المرضي
بحلول المسيحية في أرض مصر زاد ترتيل مزامير داوود في الكنائس بدرجة كبيرة والتي استخدمت لشفاء الكثير من الأمراض النفسية والعصبية والعضوية. واشتهر خلال القرن 3 م في مصر القديس أبو طربو والذي كان يرتل مزامير داوود وأجزاء كثيرة من الكتاب المقدس مستعيناً بالموسيقى وذلك بجوار المرضى المصابين بالصرع فكانوا يشفون منها لذلك سُميت صلاة شفاء الصرع باسم «صلاة أبو طربو»، كما استخدمت طريقة ترتيل المزامير للمرضى داخل الكنائس والأديرة في مختلف مناطق مصر والتي كان المسيح والعذراء قد إلتجأوا إليها أثناء رحلتهم المقدسة في مصر، وبنيت عليها أماكن للعبادة ذلك في مواقيت محددة سنوية عُرفت باسم «الموالد القبطية»، وخلالها كان القسس يقومون بالصلاة والترتيل بمصاحبة الموسيقى لعلاج المرضى، خاصة الأمراض النفسية والعصبية أو الأمراض العضوية المستعصية.

## الموسيقى أيام محمد على الكبير
يتعتبر أن النهضة الموسيقية في مصر بدأت في عهد محمد علي باشا 1805 - 1848. فعلى المستوى الشعبي كانت المناسبات لإحياء الموالد وحفلات الزفاف وحفلات السبوع وطلوع المحمل. ففي الموالد كان المداحون يقومون بالتراتيل وكانت الموشحات الدينية مصحوبة بالمزامير والطبل والرق. وكانت موالد الأئمة والصالحين تختلط بالاحتفالات الشعبية واللعب بالمراجيح وعروض الحواة والقراقوز واللاعبين ورقص الخيل.ومن أكبر الموالد التي كان يأتي إليها الناس من بعيد مولد السيد البدوي في طنطا ومولد الحسين والسيدة زينب في القاهرة.وكانت حلقات الذكر تقام ويقوم فيها المنشدون بالإنشاد بمصاحبة الموسيقى والمزامير والطبل والرق، وكانت الصوانات تنشأ بجانب المسجد، وفيها حلقات الذكر والمديح والابتهالات وتطعم أحيانا بالتواشيح والقصائد.وكان المداحون يقدمون العروض الشعبية في الموالد المنتشرة في البلاد وكانوا يحيون أيضا الليالي عند العائلات. وكان معظمهم من الصعيد وينتقلون من بلدإلى بلد، وتتعاقد معهم العائلات قبل الحفل بأشهر لتقديم عروضهم.وكان يصاحب المداح الطبل والناي والرق، وكان الإنشاد والأدوار يُقدم على ثلاثة وصلات في العادة ويصاحب المطرب المستمعون بالتصفيق على اليد، وتنتهي الوصلة الأخيرة بقراءة القرآن الكريم.
و كان يصاحب طلوع المحمل فرقة من الموسيقيين الشعبيين بالمزامير والطبل مصاحبين كسوة الكعبة التي كان يقدمها حكام مصر هدية إلى بلاد الحجاز. وأما إحياءالأفراح فكانت الغوازي يقومون بالرقص والغناء وكان يصاحبهم آلاتية يعزفون العود والرباب والرق. ومن اشتهرت من المغنيات كان لها تخت خاص بها ويمكن ان يصاحبها مغنيات. وبخلاف الرجال كانت أدوار النساء أكثر لونا، وتقام الحفلات وليالي الأنس والطرب في البيوت بين النساء بمعزل عن الرجال كانت وأحيانا كان رجال البيت لا يستسيغون ما تغنيه العاولم من طقاطيق في حريم النساء، ويرون فيها حرية زائدة وقد يتهمونهن حتى بالخلاعة. وكانت الأمسية التي يحييها الرجال أو النساء تبدأ بحفل عشاء يشترك فيه المغنيون والتخت، ثم يقومون بغناء الوصلات ومنهم الراقصات، ويأكلون بين الوصلات ما لذ وطاب. وتطور الغناء والإنشاد إلى الأغنية الشعبية ثم إلى الأدوار والطقطوقة.
وكانت طموحات الخديوي إسماعيل 1863 - 1879 وحالة الرخاء التي حلت على العاصمة القاهرة، وبدأ الموسيقيون يفيقون من خمول السلطنة العثمانية ليصبحوا رواد التجديد. وبمناسبة افتتاح قناة السويس أمر الخديوي إسماعيل ببناء دار الأوبرا المصرية ووكل الموسيقار الإيطالى العظيم فردي بتأليف أوبرا عايدة ودعي إلى حفل الافتتاح ملوك وأمراء أوروبا.
اهتم المصريون بالموسيقى وجاء إليها النازحون من الشام والعالم العربي وأتراك، وارتقت موسيقى القصر بألحان مصرية سورية وتركية وبدأ الموسيقيون يتبعون النهضة في البلاد وحسنت منزلتهم الاجتماعية. وكل كان يمارس ما يهواه من الموسيقى وكان البلاط يدعو موسيقيين من تركيا لإقامة الحفلات. كما احتضنت عائلات من أقارب الخديوي موسيقيا يحبونه ويقوم لهم بالأمسيات والحفلات بمصاحبةتخت صغير وبطانة يغنون الطقاطيق. وأبدع في تلك الأيام عدد من الموسيقيين والمغنيين المصريين، مثل عبده الحامولي 1847 - 1901 الذي دعاه الخديوي إسماعيل للغناء بالقصر، وأحيانا كان يصاحبه أنطون الشوا من سوريا الذي أدخل آلة الكمان إلى التخت المصري. كما أبدع ابنه «سامي الشوا» في مطلع القرن العشرين في عزف الكمان واشتهر بتقاسيمه على الكمان حتى الثلاثينيات.
وكان لعبده الحامولي تأثير كبير على تطور الموسيقى المصرية ومنزلة المطرب في المجتمع. ولد الحامولي بمدينة طنطا عام 1845 وقضى سنوات شبابه في تعلم الإنشاد على أيدي شيوخ للتجويد. ثم بدأ بإحياء حفلات الزفاف، إلى أن وصلت شهرته إلى الخديوي الذي دعاه إلى القصر، وكان يحي الأمسيات الغنائية بالبلاط، حتى أن كان يرسله الخديوي أحيانا إلى تركيا ليغني أمام السلطان عبد الحميد الثاني. فكانت زيارته إلى تركيا مثمرة أيضا حيث تأثر الحامولي بالغناء التركي ومقاماته إيقاعه، ويعتبر الحامولى الوحيد الذي اسمتع بتلك المنزلة.
وكان الموسيقيون يقدمون حفلاتهم في حديقة الأزبكية بصفة دورية. وظهر في وسطهم المؤذن والمنشد سلامة حجازي 1852 - 1917 أول من حاول ربط الإنشاد بالمسرح في عهد النهضة فكان يغني الأدوار بين الفترات المسرحية، ثم أسس فرقته عام 1888 وقام بلعب دور روميو في مسرحية «شهداء الغرام» ومسرحية «صلاح الدين الأيوبي» وغيرها. وأشرك حجازي التخت والموسيقى في التعبير الدرامي. وبينما كان التخت يتكون في العادة من العود والقانون والناي والرقو الكمان جزءا لا يتجزأ منه. ومع مطلع القرن العشرين تطور التخت بحيث أصبح أوركسترا يتعدد فية عازفوا الكمان وبعض الآلات الأوروبية.
في ذلك الوقت طهرت سلطانة الطرب منيرة المهدية 1885- 1965 أول سيدة تقف على خشبة المسرح. اشتركت مع سلامة حجازي وعزيز عيد في رواية لسلامة حجازي 1915. وقامت بتأسيس ملهى في حي الازبكية كان يزوره الأدباء والشعراء، وتعاقد معها شركات الأسطوانات لتسجيل الإغاني. كما اشتركت في الحركة النسائية التي تنادي بحرية المرأة وعدم زواج البنات في سن صغير. برعت منيرة المهدية في تقديم الإغنية والطقطوقة وخلفت تراثا كبيرا في مجالها الفني.

## الموسيقى في عهد الأسطوانة

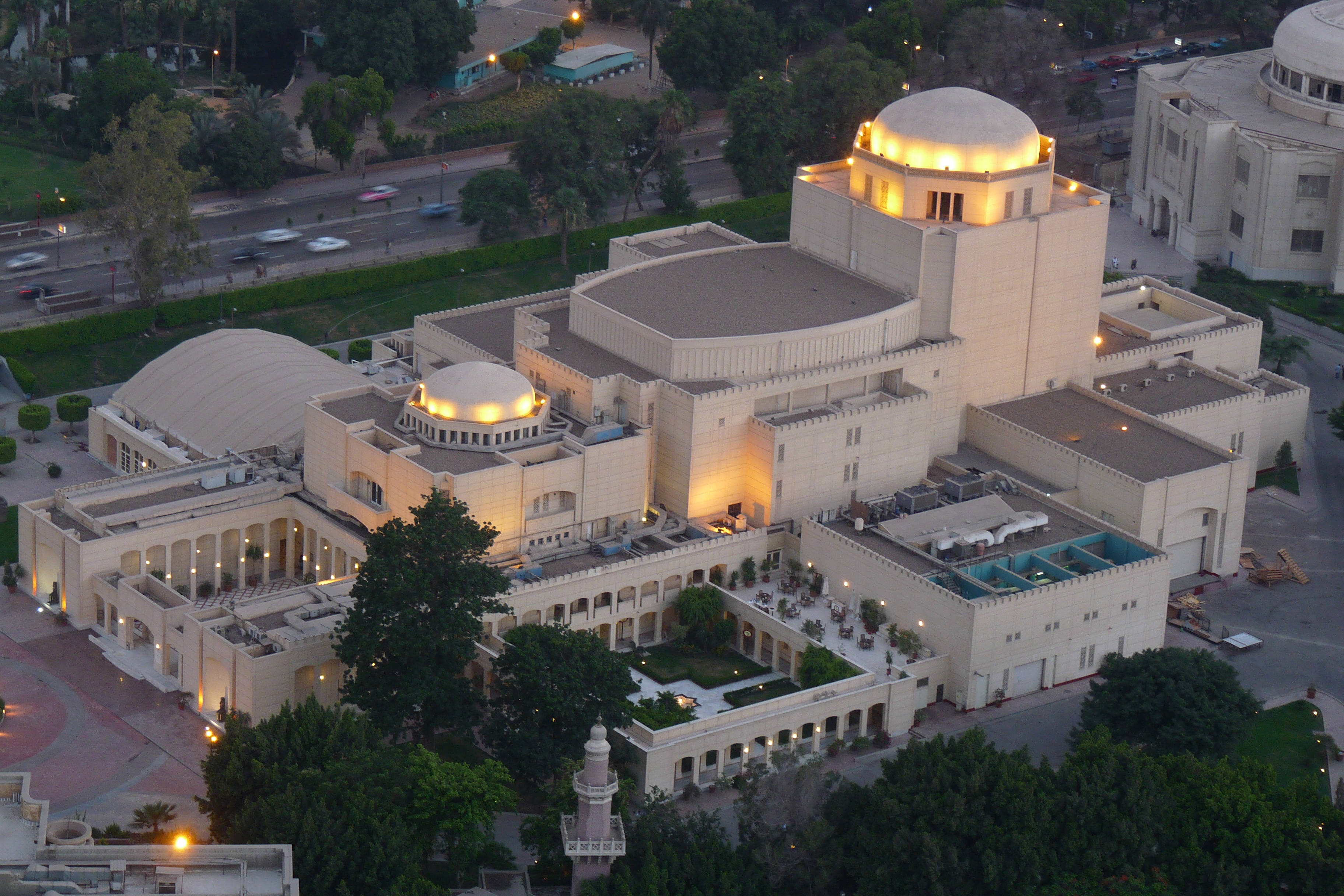
أوبرا القاهرة

مع دخول القرن العشرين رأت شركات الاسطوانات الأوروبية فرصة طيبة لدخول السوق المصرية، وتعاقدت شركتي أوديون وبيضافون عام 1905 مع موسيقيين مثل المنيلاوي وسلامة حجازي ومع المطربة منيرة المهدية بعد الحرب العالمية الأولى. وكانت الأسطوانة في ذلك الحين لا تسع لأكثر من 5 دقائق للتسجيل، مما عمل على تطوير الأدوار وبدأ في ذلك الوقت التجلي في الغناء الذي كان سائدا منذ 1880 يقل، بسبب قصر وقت التسجيلات. ومن ناحية أخرى بدأ الاهتمام بكتابة النوتة الموسيقية حيث كانت شركات الأسطوانات تستحوذ على ألحان مطربيها وحقوق طبعها وبيعها.
وبعد نهاية الحرب العالمية الأولى اندفعت شركات الأسطوانات وقدمت الطقطوقة التي نشأت عن أغاني الأفراح، وكان يقدم الطقطوقة مغني أو مغنية مع التخت وبمصاحبة البطانة وهي مجموعة من المرددين. واتجهت بعض مغنيات الأفراح إلى الغناء على المسارح، واشتهرت المطربة منيرة المهدية شهرة عظيمة حتى أن سميت سلطانة الطرب. وأسست ملهى في الأزبكية تقدم فيه فنها في الغناء، كان يتوافد عليه الأغنياء والشعراء والأدباء. كما أتاحت منيرة المهدية الفرص لظهور المطربين والمطربات الشبان على مسرحها، وقدمت محمد عبد الوهاب الذي سيعتلى فيما بعد صدارة التطوير الموسيقي في مصر، بل في العالم العربي كله. وبدأ تأثير الموسيقى الغربية يظهر في العشرينيات فنشأ الأوبريت، والمنوعات، وكانت الأغاني في أول الأمر باللغة القاهرية.
في ذلك الوقت ظهر إلى جانب عبده الحامولي وداوود حسني 1870 - 1937 والشاب الموسيقار ومغني سيد درويش 1892 - 1923. وكانت أغانيه تخاطب أبناء البلد من عمال وموظفين وتنادي بمكافحة المستعمر بجانب أغاني الحب والغرام. وطوّر سيد درويش الأوركسترا بحيث يستطيع تقديم الأوبريت التي كان يؤلفها، ومنها «أوبريت الباروكة». واهتم سيد درويش بالأغنية الوطنية. إلا أن توفاه الله وهو في ريعان شبابه عام 1917 وفقدت مصر فنانا رائدا كبيرا. ولكن تأثير سيد درويش على نهضة الموسيقى المصرية الحديثة لا زال كبيرا، حتى أن السلام الوطني المصري من تأليف سيد درويش.
وبنشأة الحركة النسائية في مصر ومؤسستها هدى شعراوي وقاسم أمين والفنانة منيرة المهدية (السلطانة)، وبديعة مصابني تشجعت المرأة على دخول مجال الغناء والمسرح.وكانت دفعة هائلة للمرأة في ذلك العهد. وأصبحت الطقطوقة والأغنية القصيرة تغنيّ من مطربين ومطربات.
في الثلاثينيات من القرن الماضي نشأت الطقطوقة المتقدمة، وكاد في السنوات 1925 - 1935 أن يصبح فن عبده الحامولي وزملائه في عداد النسيان. ظهر في ذلك الوقت محمد عبد الوهاب وأم كلثوم وبدأت الأغنية تحل محل الطقطوقة، وانتهى عهد التخت وتكور إلى الاوركسترا وزاد عدد عازفي الكمان، وبرع ملحنون مثل زكريا أحمد وصالح عبد الحي وأصبح لكل مقطع في الأغنية موسيقاه الخاصة به وإيقاعة، حتى وصلت إلى الأغنية الكاملة. وظهرت بجانب أم كلثوم مطربات مثل فتحية أحمد ونجاة علي.
جاء الوقت الذي خطت فيه وسائل الإعلام مرحلة جديدة بدخول الراديو إلى مصر. فازدهرت الموسيقى وفن الغناء وظهرت أعداد كثيرة من المواهب التي أثرت مصر والعالم العربي سواء بالغناء في الإذاعة أو في الأفلام الغنائية أو الحفلات وتسجيلات الأسطوانات. نذكر منهم المطرب والموسيقار محمد فوزي الذي عمل أول أفلامه عام 1944 واشتركت معه في الأفلام الغنائية المطربة نور الهدى وليلى مراد وغيرهن. ليس هذا فقط بل شاركته أختاه المطربتان هدى سلطان وهند علام وإنها لعائلة فنانة أثرت الجمهور المصري والعربي بفنها الرفيع المستدام، وفي عام 1958 أسس محمد فوزي أول شركة للأسطوانات مصرية لتسجيل الأغاني شركة مصرفون، وسجل محمد فوزي أغاني ل محمد عبد الوهاب ووكوكب الشرق أم كلثوم وغيرهم من الفنانين الشبان.
وبينما سارت القافلة الفنية مسيرة الرقي والأخذ من منابع الموسيقى الغربية وعلى الأخص تحول التخت المصري إلى الأوركسترا، بقي علم من الأعلام في عالم الغناء الكلاسيكي المصري وهو المطرب محمد عبد المطلب الذي داوم على تقديم أغنية الطرب في صورتها الموروثة منذ أواخر القرن التاسع عشر، ولكن في حلة جديدة مستحبة، وليس ذلك بغريب، فكانت أغانيه من تلحين أبناء عصره الكبار مثل عبد الوهاب ومحمد فوزي وغيرهم.

## الأغنية المطولة
ساعد على تطور وانتعاش الأغنية التقاء مؤلفي القصيدة الشعرية مثل أمير الشعراء أحمد شوقي، ومؤلفي الأغنية العاطفية باللغة القاهرية أحمد رامي وبيرم التونسي والتقائهم بمالموسيقيين والملحنين في ذلك العهد. وازدهرت القصيدة الشعرية والزجلية بجانب الأغنية التي بدأت تتخذ اتجاه التعبير عن المشاعر، واجتهد الملحنون أن يكون اللحن صورة متمشية مع الكلمات. وازدهرت الأغنية العاطفية التي كانت باللغة الفصحى أحيانا أو باللغة القاهرية، وأحيانا تكون الأغنية منتظمة اللحن متتبعة لقالب معين أو تخرج عن القوالب المعهودة. وجدد الملحنون الجدد الألحان بحيث تعطي المطرب أو المطربة حرية في التعبير الغنائي، وقل اشتراك البطانة أو المجموعة التي تكرر وتجيب المطرب. وبدأ ملحنو الأغنية مثل زكريا أحمد ومحمد عبد الوهاب ومحمد القصبجي بدؤا يطورون الأغنية إلى الأغنية المطولة كانت محبوبة من الجماهير، وكانت تقدم في حفلات عامة يحضرها جمهور كبير.
وكانت كلمات أحمد رامي وبيرم التونسي، الزجالان الموهوبان رائعة، تغنيها أم كلثوم عن الحب وعذابة، قلبك، نارك، بعدك، هواك، رضاك من المشاعر المطلقة عن العاطفة وشكوى المحب من الحبيب ومعاناته في حبه، واستحالة القدرة على النسيان، وهي كلمات تعبر عن مشاعر كل إنسان، فكانت الأغنية تنطق بما يجول في خاطر كل امرئ، عذاب الفراق، الأيام الحلوة، المعاناة والنسيان المستحال.
بدأ محمد عبد الوهاب 1911 - 1991 بغناء أغاني الشيخ سلامة حجازي وبرع في الأداء، وبحلول عام 1927 كان قد وصل إلى طابعه الخاص، وكان يغني شعر أمير الشعراء أحمد شوقي ويصبه في ألحان مستجدة يدخل فيها الإيقاع الأوروبي مثل التانجو والسمبا، كما أدخل آلات أوروبية عديدة في الأوركسترا مثل الباص والكونترباص والشيللو والفيولينة والكاستانيت، حتى أننا نسمع أغنية «ليه ليه يا عين ليلي طال» فننتشي بما فيها من آلات نحاسية متوافقة هع باقي الأوركسترا في توزيع موسيقي جميل.
ومن عمالقة الأغنية المطولة رياض السنباطي 1906 - 1981. أعطي رياض السنباطي الأغنية الطويلة طابعا تميز بالعودة إلى الطرب الذي أهملته الأغنية القصيرة. فكان لكل مقطع في الأغنية لحن جديد تتقدمة التقاسيم على آلة منفردة مثل القانون والعود، ثم تتبعه الاوركسترا. وكان اجتماع كلمات أحمد رامي وألحان رياض السنباطي وغناء أم كلثوم من روائع الموسيقى المصرية الحديثة، سعد بها الجمهور داخل مصر وخارجها.
في عام 1964 لحن محمد عبد الوهاب لأم كلثوم أغنية «أنت عمري» التي كانت بمثابة اجتماع القمتين في مجال الموسيقى والغناء، وتبعها ولحن لها ستة أغاني حتى عام 1973. كما لحن لأم كلثوم الموسيقار محمد الموجي وكمال الطويل وبليغ حمدي.

## الفيلم الغنائي

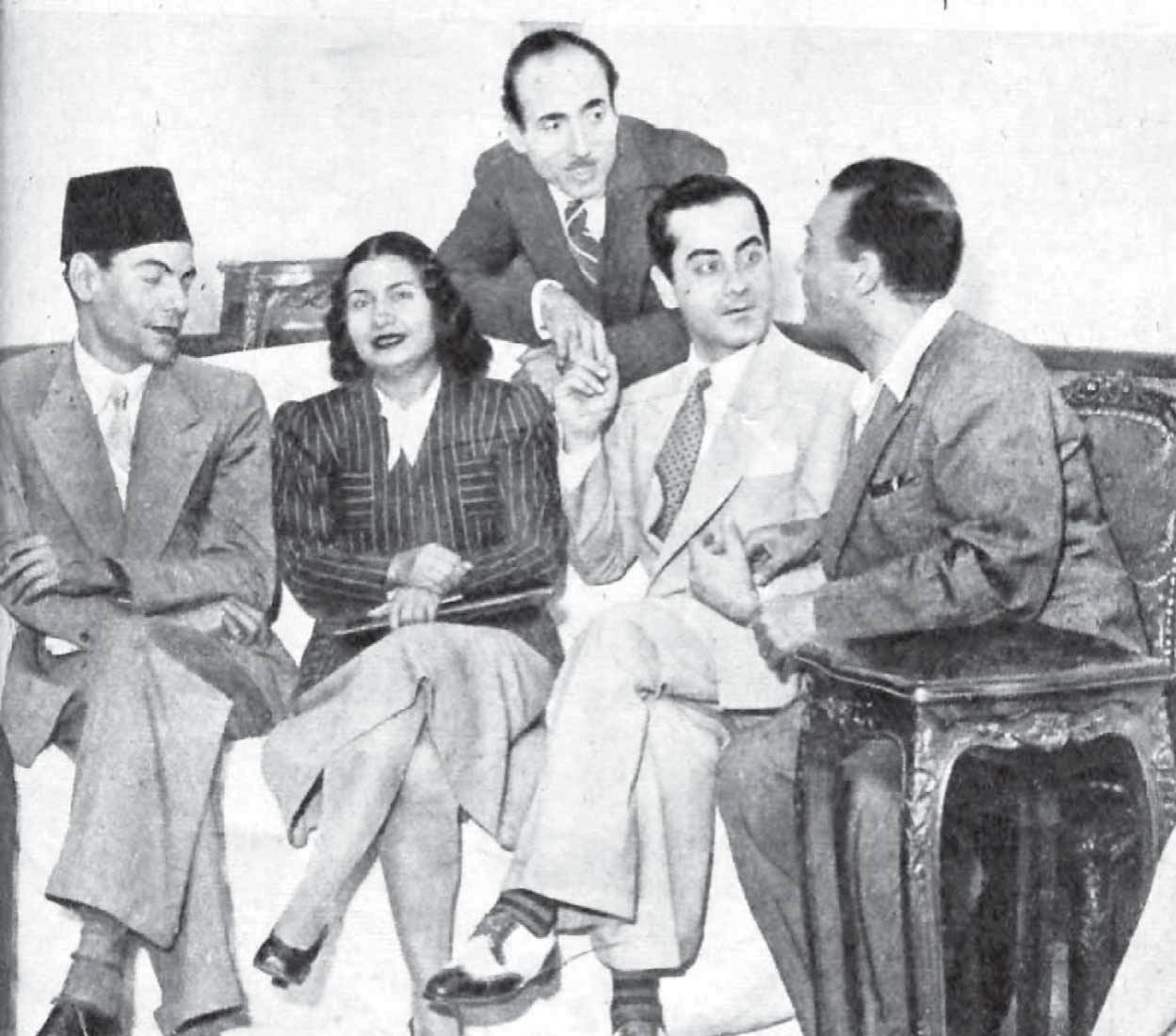
رياض السنباطي ،أم كلثوم، فريد الأطرش، محمد القصبجي ، زكرياء أحمد

وفي الأربعينيات ظهر الفيلم الغنائي بأغانيه القصيرة. وكان نشاط كبير من قبل الفنانين لدخول هذا الميدان الذي قدم فيه محمد عبد الوهاب وأم كلثوم كل على حدة، بقيامهما بالتمثيل والغناء. وأحدث هذا الوسط الإعلامي الجديد وتهافت الناس على السينما طفرة كبيرة للمطربين والمطربات فزاد عددهم زيادة كبيرة مثل فريد الأطرش الذي جاء مع أخته أسمهان من لبنان وأدخل البيانو وقام بابتكار ألحان يدخلها التانجو والألحان الغربية، ومحمد فوزي ومنير مراد وأخته ليلى مراد وغيرهم.
واتجه المطرب محمد فوزي في أواسط الأربعينيات إلى عمل الأفلام الغنائية التي ازدهرت على يديه ومن قام معه بالتمثيل مثل نور الهدى وليلى مراد. كما لحن لأخته هدى سلطان أغان لها وبعض الأفلام التي قامت بالتمثيل فيها. ولا ننسى أن الموسيقار المطرب والممثل محمد فوزي هو أول من قام بتأسيس شركة للأسطوانات في مصر عام 1958. كما قام بالتلحين لمطربين دخلوا السينما مثل كارم محمود وعبد العزيز محمود ومحمد الكحلاوي. واتجه الكحلاوي في أغانيه وأفلامه إلى الأغاني الشعبية، على عكس الفن الغالب في ذلك الوقت فن الأغنية القصيرة التي تقتبس من الموسيقى الغربية.
من المطربين الشبان الذي أثر على شباب عصره ولا يزال المطرب عبد الحليم حافظ 1929 -1977. تخرج عبد الحليم حافظ من معهد الموسيقى العربية، وتعلم العزف على الأبوا، ثم غنى الأغنية العاطفية. لحن له محمد الموجي وكمال الطويل، وساهم بنشاط كبير في أفلام جذبت الجماهير إلى السينما واشتهر عبد الحليم في العالم العربي كله. كما ساهم عبد الحليم حافظ في انتعاش الأغنية المطولة.
وبوفاة العمالقة الكبار، فريد الأطرش عام 1974، وأم كلثوم عام 1975 وعبد الحليم حافظ عام 1977 وفايزة أحمد عام 1983 ومحمد عبد الوهاب 1991، وبليغ حمدي 1993، ومحمد الموجي عام 1995.

## الموسيقى الشعبية المصرية

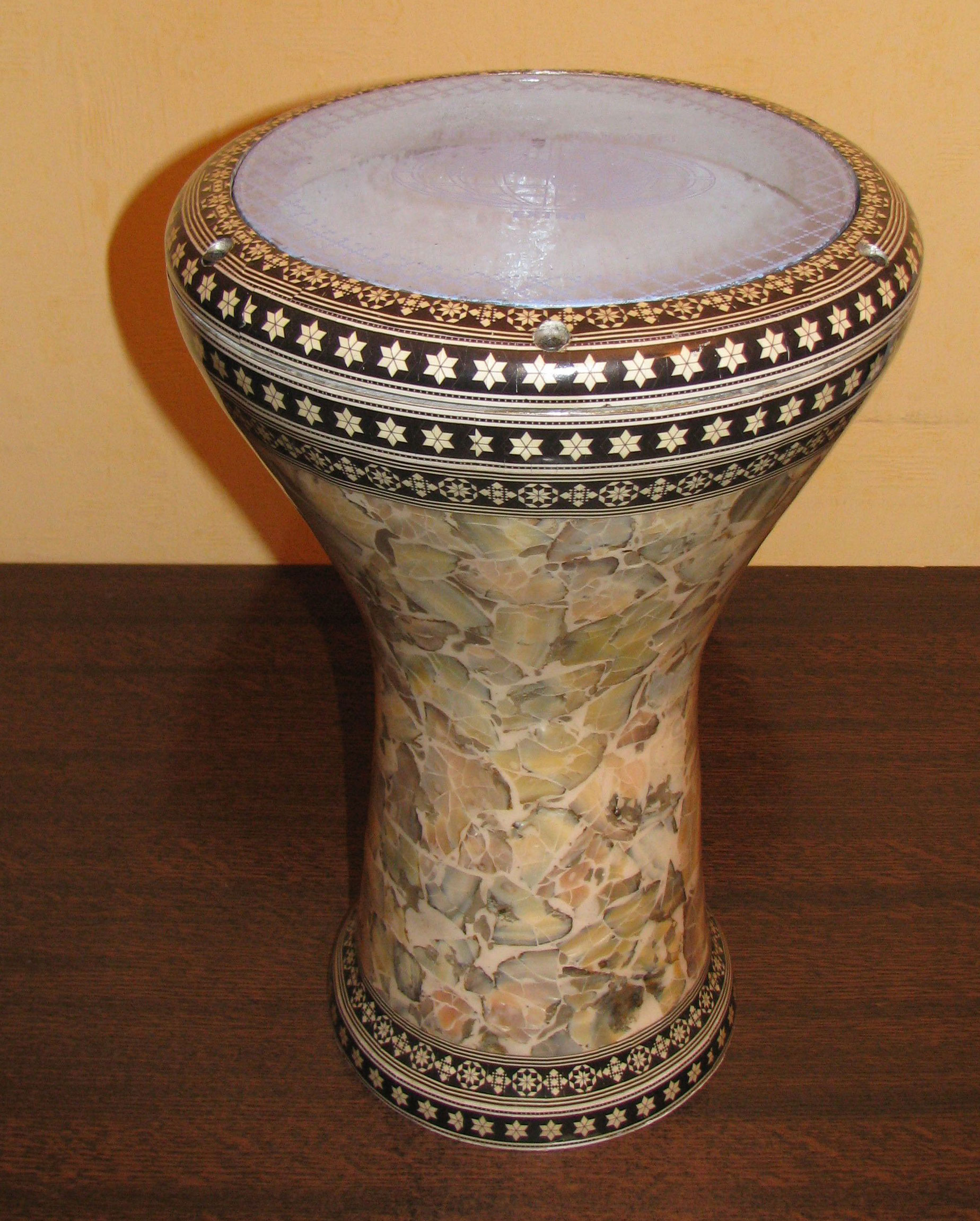
دربوكة

الموسيقى الشعبية هي بمثابة صورة صوتية صادقة لشخصية تميز أي شعب عن غيره من المجتمعات الإنسانية الأخرى. ومن ما يميز الموسيقى الشعبية المصرية. (الآلات الموسيقية) إبداع جمعي يعبر عن روح وعقل ووجدان المجتمع المصري. ويرى دارسون للموسيقى الفرعونية في مقدمتهم الدكتور محمود أحمد الحفني (1898-1975) أن موسيقى قدماء المصريين

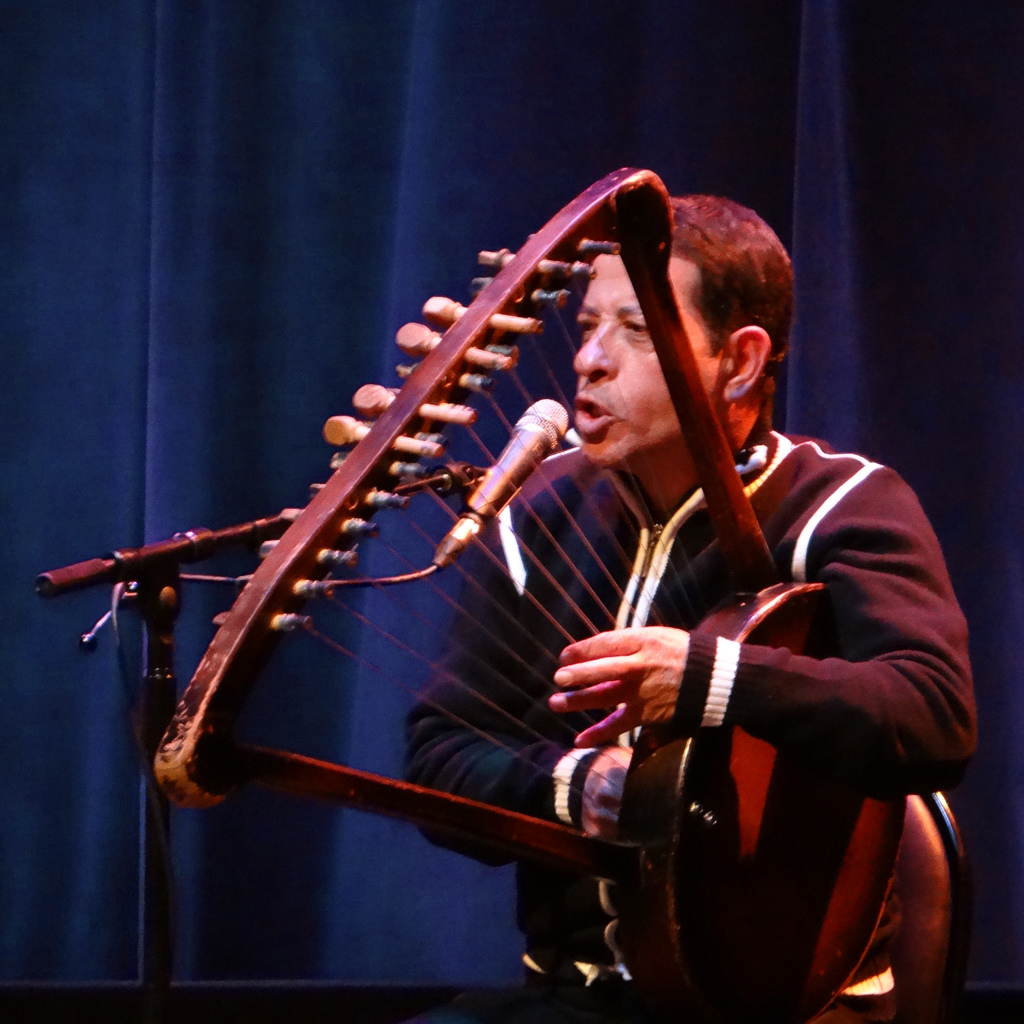
آلة السمسمية

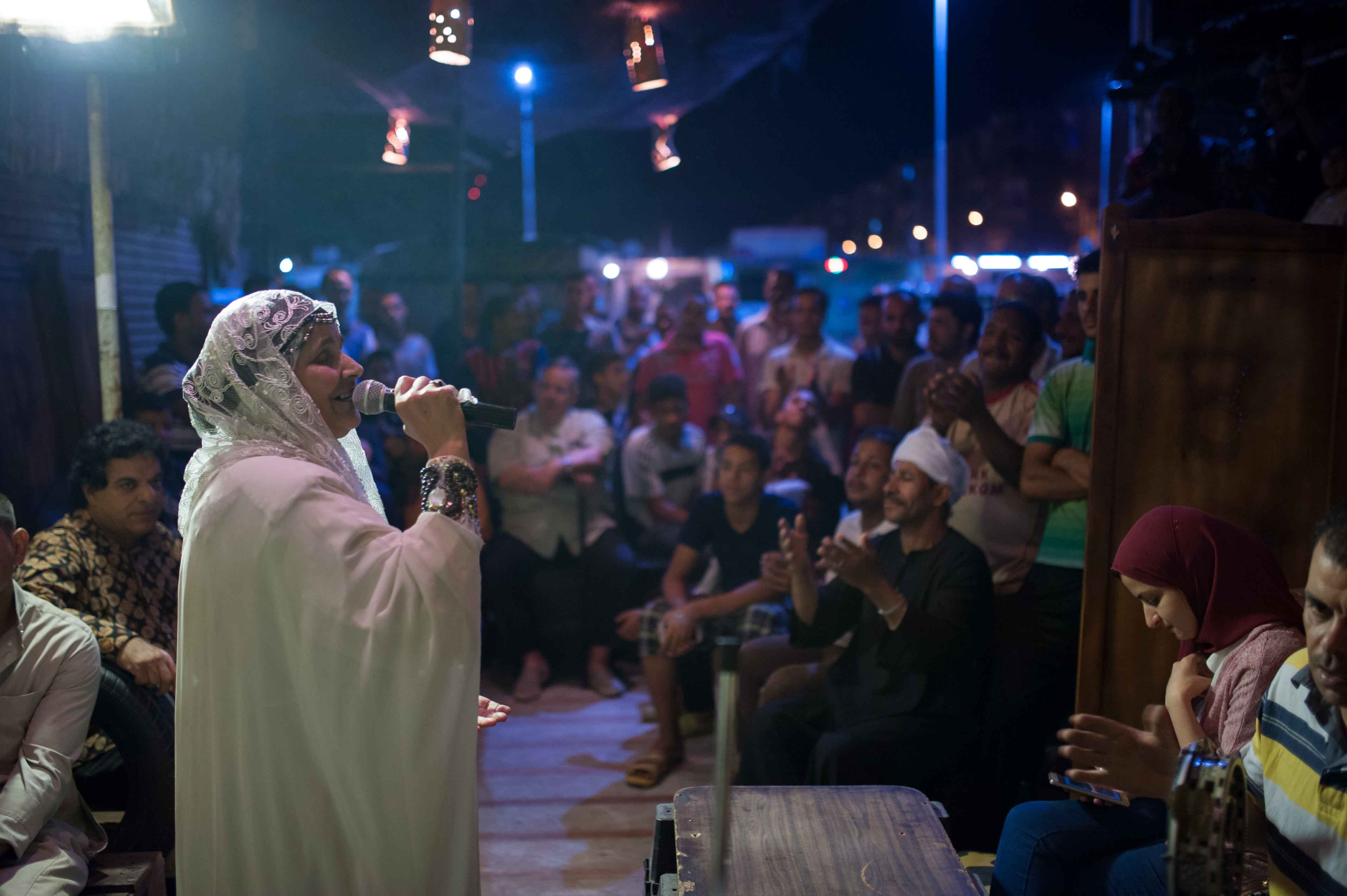
المغنية الشعبية الحاجه شادية

كانت فنا ربانيا إذ يقول في كتابه (موسيقى قدماء المصريين) إن الموسيقى كانت من بين العلوم المقدسة في مصر القديمة التي شهدت «مدنية موسيقية» تمثلت في وجود «آلات موسيقية جاوزت دور النشوء وغدت تامة كاملة في المصفقات والطبول وآلات النفخ والآلات الوترية.»
ومن الآلات التي اشتهرت في مصر الفرعونية الناي والهارب. توارث منهما مع المصفقات والطبول 26 آلة موسيقية شعبية منذ ألوف السنين في البلاد وتنقسم إلى ثلاثة أنواع أولها (آلات النقر) وهي ذات إيقاع ولها رق جلدي في أحد وجهيها أو كليهما مثل الدف والدربكة والرق والنقرزان والكاسات وصاجات الباعة والطبل الكبير-طبل السيد والطبل السوداني-والطبل السيوي. والنوع الثاني هو المزمار وهو آلة نفخ لها تنويعات بعضها ذو ريشة مفردة أو مزدوجة أو بدون ريشة ومنها الآرغول والسلامية والمقرونة والشبابة والشلبية (مزمار قنا) والستاوية (مزمار مزدوج). أما النوع الثالث فهو آلات النبر أو الجر بالقوس على الأوتار ومنها السمسمية والطمبورة والربابة.
ويصف علماء الحملة الفرنسية في شرحهم للموسيقى الشعبية المصرية بأنها تحتوى على نوع من حرية التعبير الذي يتواشج مع «تروحن» الحضور المشارك والمستمع، ذلك الحضور المتحررالذي أبهر ذات يوم العديد من علماء الموسيقى من الفرنسيين الذين أوفدهم نابليون بونابرت إلى مصر، واحتاروا في كيفية تدوين الموسيقى الشعبية المصرية حتى أنهم اعتبروها موسيقى غير خاضعة للسلالم والقوالب اللحنية، غير أنهم وبعد جهد جهيد اكتشفوا إمكانية تدوين لتلك الموسيقى، لكنهم اعترفوا أيضا فيما كتبوه في موسوعة «وصف مصر» بأن العازف والمؤدي في الموسيقى الشرقية يتمتّع بقدر كبير من الحرية المقرونة بالذائقة وثقافة الاستماع المؤصلة في ذاكرة التاريخ.
وتحتوى الموسيقى الشعبية المصرية على عدة اشكال أو قوالب موسيقيه واكثرها قوالب غنائية حيث ان الشعب المصري شعب غنائى بطبيعته على عكس الكثير من الشعوب المجاورة التي تعتمد ثقافتها الموسيقية على القوالب الآلية، ومن القوالب التي انتشرت في الموسيقى الشعبية المصرية: السيير، الموال، المديح، الهزيج، أغاني العمال، الابتهالات، أغاني العرس، وقد انشق من هذه القوالب عدة قوالب أخرى كونت الموسيقى المصرية في عصرها الذهبي كالطقطوقة والقصيدة والدور والموشح (ليس موسيقى مصرية خالصة لكن أبدع فيه موسيقيو مصر) والمسرح الغنائي (الأوبريت) وغيرهم .